# Poldark (televisieserie uit 2015)
Poldark is een Britse historische dramaserie naar de gelijknamige boekenreeks van Winston Graham. Het script werd voor de BBC geschreven door Debbie Horsfield. Gedurende de vijf seizoenen van de serie namen meerdere regisseurs de productie in handen. Het verhaal draait rond Captain Ross Vennor Poldark, een Britse militair uit Cornwall die na meegevochten te hebben in de Amerikaanse Onafhankelijkheidsoorlog in 1783 terugkeert naar zijn huis in Cornwall en daar zijn oude leven weer opneemt. De reeks speelt zich af tussen 1781 en 1801. In de hoofdrol Aidan Turner, zijn tegenspeelster en echtgenote in de reeks is Eleanor Tomlinson als Demelza Poldark (geboren Carne).
Poldark is de tweede televisiereeks gebaseerd op de boekenreeks, de eerste serie Poldark werd door de BBC uitgezonden tussen 1975 en 1977. De vijf seizoenen van deze interpretatie werden door de BBC uitgezonden tussen voorjaar 2015 en zomer 2019.
Bij de 21e Satellite Awards 2016 met ceremonie begin 2017 was de serie genomineerd als beste televisieserie.  Een jaar later, bij de 22e Satellite Awards won Poldark begin 2018 de prijs voor beste rolbezetting.
In Vlaanderen werd de serie tussen september 2016 en december 2019 uitgezonden op Eén. In Nederland zag de NPO de serie in 2016 niet zitten en werd het eerste seizoen begin 2017 als Poldark: in Love & War uitgezonden op Net5. Tussen januari 2019 en december 2021 werd de serie alsnog in z'n geheel uitgezonden door de NPO via KRO-NCRV op NPO 2.

## Verhaallijn
In 1783 keert kapitein Ross Poldark terug van de Amerikaanse Onafhankelijkheidsoorlog naar zijn huis in Nampara in Cornwall na drie jaar in het leger. Na zijn terugkeer thuis, ontdekt hij dat zijn vader Joshua is gestorven, zijn landgoed in puin ligt, met aanzienlijke schulden, en zijn jeugdliefje Elizabeth is verloofd met zijn neef Francis.
Hij ontmoet een jonge vrouw genaamd Demelza Carne op de markt in Truro en huurt haar in als keukenhulp, maar ze worden verliefd en trouwen in 1787. Het verhaal volgt het leven van Ross en Demelza tot 1801.

## Rolverdeling
Legenda
 = Hoofdrol
 = Bijrol
 = Gastrol
 = Geen rol
| Aidan Turner          | Captain Ross Vennor Poldark           | 8 | 10 | 9 | 8 | 8 | 43 |
| Eleanor Tomlinson     | Demelza Poldark-Carne                 | 8 | 10 | 9 | 8 | 8 | 43 |
| Jack Farthing         | George Warleggan                      | 8 | 10 | 9 | 8 | 8 | 43 |
| Beatie Edney          | Prudie Paynter                        | 8 | 10 | 9 | 7 | 8 | 42 |
| Tristan Sturrack      | Captain Zacky Martin                  | 8 | 10 | 9 | 7 | 7 | 41 |
| Luke Norris           | Dr. Dwight Enys                       | 4 | 10 | 9 | 8 | 8 | 39 |
| Heida Reed            | Elizabeth Warleggan-Poldark-Chynoweth | 8 | 10 | 9 | 8 | 3 | 38 |
| Pip Torrens           | Cary Warleggan                        | 7 | 4  | 5 | 5 | 8 | 29 |
| Caroline Blakiston    | Agatha Poldark                        | 8 | 10 | 7 | 1 |   | 26 |
| Ruby Bentall          | Verity Blamey-Poldark                 | 7 | 8  | 1 | 2 |   | 18 |
| Phil Davis            | Jud Paynter                           | 8 | 7  |   |   |   | 15 |
| Kyle Soller           | Francis Poldark                       | 8 | 5  |   | 1 |   | 14 |
| Gabriella Wilde       | Caroline Enys-Penvenen                |   | 10 | 9 | 8 | 8 | 35 |
| John Nettles          | Ray Penvenen                          |   | 8  | 1 |   |   | 9  |
| Harry Richardson      | Drake Carne                           |   |    | 9 | 8 | 8 | 25 |
| Tom York              | Sam Carne                             |   |    | 9 | 8 | 8 | 25 |
| Ellisse Chappell      | Morwenne Carne-Whitworth-Chynoweth    |   |    | 9 | 8 | 8 | 25 |
| Christian Brassington | Reverend Osborne "Ossie" Whitworth    |   |    | 6 | 5 |   | 11 |
| Josh Whitehouse       | Hugh Armitage                         |   |    | 7 | 3 |   | 10 |

- Warren Clarke als Charles Poldark (seizoen 1)
- Sean Gilder als Tholly Tregirls (seizoenen 3–4)
- Tim Dutton als Joseph Merceron (seizoen 5)
- Kerri McLean als Catherine "Kitty" Despard (seizoen 5)
- Vincent Regan als Colonel Edward "Ned" Despard (seizoen 5)
- Peter Sullivan als Ralph Hanson (seizoen 5)